# Coupe de France de cyclo-cross 2014
Navigation
2013 2015
La Coupe de France de cyclo-cross 2014 est la 32e édition de la Coupe de France de cyclo-cross (anciennement Challenge la France cycliste de cyclo-cross) la première sous cette appellation. Elle est composée de 3 manches. La première à Besançon, le 12 octobre 2014, la deuxième à Sisteron, le 16 novembre 2014 et la troisième à Lanarvily, le 14 décembre 2014.

## Hommes élites

### Résultats
| # | Date        | Lieu                               | Vainqueur                   | Deuxième                                          | Troisième                    | Leader du classement général |
| - | ----------- | ---------------------------------- | --------------------------- | ------------------------------------------------- | ---------------------------- | ---------------------------- |
| 1 | 12 octobre  | Besançon                           | Francis Mourey (FDJ.fr)     | Fabien Canal (Armée de Terre)                     | Clément Venturini (Cofidis)  | Francis Mourey (FDJ.fr)      |
| 2 | 16 novembre | Sisteron                           | Clément Venturini (Cofidis) | Francis Mourey (FDJ.fr)                           | David Menut (Armée de Terre) | Francis Mourey (FDJ.fr)      |
| 3 | 14 décembre | Lanarvily (Cyclo-cross du Mingant) | Francis Mourey (FDJ.fr)     | Clément Lhotellerie (Peltrax-CS Dammarie-lès-Lys) | Clément Venturini (Cofidis)  | Francis Mourey (FDJ.fr)      |

### Classement général
|    | Coureur             | Équipe                      | Points |
| -- | ------------------- | --------------------------- | ------ |
| 1  | Francis Mourey      | FDJ.fr                      | 102    |
| 2  | Clément Venturini   | Cofidis                     | 95     |
| 3  | Fabien Canal        | Armée de Terre              | 89     |
| 4  | Julien Roussel      | VC Rouen 76                 | 63     |
| 5  | Clément Lhotellerie | Peltrax-CS Dammarie-lès-Lys | 58     |
| 6  | David Derepas       | Prodialog-David Derepas     | 57     |
| 7  | John Gadret         | Movistar                    | 56     |
| 8  | Laurent Colombatto  | AC Bisontine                | 54     |
| 9  | Ludovic Renard      | VS Chartrain                | 54     |
| 10 | Yoann Corbihan      | Hennebont Cyclisme          | 52     |

## Femmes élites

### Résultats
| # | Date        | Lieu      | Vainqueur                         | Deuxième                        | Troisième                                | Leader du classement général                              |
| - | ----------- | --------- | --------------------------------- | ------------------------------- | ---------------------------------------- | --------------------------------------------------------- |
| 1 | 12 octobre  | Besançon  | Marlène Petit (Chambéry CC)       | Lucie Chainel (EC Stéphanois)   | Juliette Labous (VCC Morteau-Montbenoît) | Marlène Petit (Chambéry CC)                               |
| 2 | 16 novembre | Sisteron  | Lucie Chainel (EC Stéphanois)     | Marlène Petit (Chambéry CC)     | Laura Perry (CC Étupes)                  | Marlène Petit (Chambéry CC) Lucie Chainel (EC Stéphanois) |
| 3 | 14 décembre | Lanarvily | Pauline Ferrand-Prévot (Rabo Liv) | Caroline Mani (Raleigh-Clément) | Maëlle Grossetête (UC Passy Mont-Blanc)  | Marlène Petit (Chambéry CC)                               |

### Classement général
|    | Coureur                | Équipe                         | Points |
| -- | ---------------------- | ------------------------------ | ------ |
| 1  | Marlène Petit          | Chambéry CC                    | 96     |
| 2  | Juliette Labous        | VCC Morteau-Montbenoît         | 85     |
| 3  | Maëlle Grossetête      | UC Passy Mont-Blanc            | 80     |
| 4  | Émeline Gaultier       | Hennebont Cyclisme             | 70     |
| 5  | Éva Colin              | Velo Club Ornans               | 67     |
| 6  | Lucie Chainel          | EC Stéphanois                  | 67     |
| 7  | Audrey Menut           | Limousin                       | 63     |
| 8  | Pauline Delhaye        | Club Neutre Nord Pas-de-Calais | 58     |
| 9  | Laura Perry            | CC Étupes                      | 57     |
| 10 | Gaëlle Poirier-Carreau | Aquitaine                      | 54     |

## Hommes espoirs

### Résultats
| # | Date        | Lieu      | Vainqueur                     | Deuxième                                  | Troisième                                 | Leader du classement général              |
| - | ----------- | --------- | ----------------------------- | ----------------------------------------- | ----------------------------------------- | ----------------------------------------- |
| 1 | 12 octobre  | Besançon  | Fabien Doubey (CC Étupes)     | Clément Russo (Charvieu-Chavagneux Isère) | Kévin Bouvard (AC Bisontine)              | Fabien Doubey (CC Étupes)                 |
| 2 | 16 novembre | Sisteron  | Fabien Doubey (CC Étupes)     | Clément Russo (Charvieu-Chavagneux Isère) | Ivan Gicquiau (Bretagne)                  | Fabien Doubey (CC Étupes)                 |
| 3 | 14 décembre | Lanarvily | Romain Seigle (Franche-Comté) | Clément Normand (Pays de la Loire)        | Clément Russo (Charvieu-Chavagneux Isère) | Clément Russo (Charvieu-Chavagneux Isère) |

### Classement général
|    | Coureur        | Équipe                    | Points |
| -- | -------------- | ------------------------- | ------ |
| 1  | Clément Russo  | Charvieu-Chavagneux Isère | 94     |
| 2  | Romain Seigle  | Franche-Comté             | 87     |
| 3  | Nicolas Pruvot | Somme                     | 78     |
| 4  |                |                           |        |
| 5  |                |                           |        |
| 6  |                |                           |        |
| 7  |                |                           |        |
| 8  |                |                           |        |
| 9  |                |                           |        |
| 10 |                |                           |        |

## Hommes juniors

### Résultats
| # | Date        | Lieu      | Vainqueur                        | Deuxième                            | Troisième                             | Leader du classement général     |
| - | ----------- | --------- | -------------------------------- | ----------------------------------- | ------------------------------------- | -------------------------------- |
| 1 | 12 octobre  | Besançon  | Thomas Bonnet (Limousin)         | Mehdy Henriet (Normandie)           | Alexis Bourmaud (Vendée)              | Thomas Bonnet (Limousin)         |
| 2 | 16 novembre | Sisteron  | Sandy Dujardin (UC Tain-Tournon) | Tanguy Turgis (US Métro Transports) | Eddy Finé (Charvieu-Chavagneux Isère) | Sandy Dujardin (UC Tain-Tournon) |
| 3 | 14 décembre | Lanarvily | Quentin Simon (VC Ornans)        | Sandy Dujardin (UC Tain-Tournon)    | Joffrey Degueurce (Franche-Comté)     | Sandy Dujardin (UC Tain-Tournon) |

### Classement général
|    | Coureur        | Équipe          | Points |
| -- | -------------- | --------------- | ------ |
| 1  | Sandy Dujardin | UC Tain Tournon | 96     |
| 2  | Tanguy Turgis  | Paris           | 87     |
| 3  | Mehdy Henriet  | Normandie       | 84     |
| 4  |                |                 |        |
| 5  |                |                 |        |
| 6  |                |                 |        |
| 7  |                |                 |        |
| 8  |                |                 |        |
| 9  |                |                 |        |
| 10 |                |                 |        |